# Victor Stjernborg
Victor Stjernborg, född 22 maj 2003 i Malmö, är en svensk professionell ishockeyspelare som spelar för Skellefteå AIK i Svenska Hockeyligan (SHL). Stjernborg draftades av Chicago Blackhawks som 108:e spelare totalt i NHL Entry Draft 2021.

## Klubblagskarriär

### Tidig karriär
Stjernborg är född och uppvuxen i Malmö. Han började spela hockey för Malmö Redhawks i ung ålder. Som 15-åring lämnade han hemstaden för spel i Växjö Lakers juniorverksamhet (säsongen 2018/19). Under första säsongen för Växjö blev det spel med både U16-laget och J20-laget i J20 SuperElit. Säsongen därpå påbörjade han sin utbildning på Växjö Lakers Hockeygymnasium på Växjö Fria och utsågs till lagkapten i klubbens J20-lag.[källa behövs]

### Växjö Lakers

#### Säsongen 2020/21: Debut i A-laget och SM-guld
Den 19 november 2020 gjorde han SHL-debut på bortais när Växjö Lakers ställdes mot Brynäs IF. Han gjorde sitt första mål för klubben den 23 januari 2021; 1–0 mot Brynäs, slutresultat 5–2 i Vida Arena. Två dagar senare kom han upp i 100 spelade minuter i SHL och skrev då på ett rookiekontrakt med Växjö.
Stjernborg tog en ordinarie plats i A-laget, framför allt i fjärdekedjan och spelade 30 matcher i grundserien där han noterades för 4 poäng, varav 2 mål. Växjö Lakers vann serien med 102 inspelade poäng. Efter seger i Smålandsderbyt mot HV71 blev Växjö klara för kvartsfinal i SM-slutspelet 2021. Där besegrade man Färjestad BK med 4–0 i matcher och i semifinalen slog man ut Örebro HK med 3–2 i matcher. I finalen väntade serietvåan i grundserien, Rögle BK. Växjö vann finalserien med 4–1 i matcher och vann därmed SM-guld säsongen 2020/21. Stjernborg, som vid denna tidpunkt fyllt 18 år för mindre än en månad sedan, stod som SM-guldvinnare efter att endast missat en match under slutspelet.
Efter sitt genombrott med Växjö under säsongen 2020/21 blev Stjernborg draftad av Chicago Blackhawks som 108:e spelare totalt i NHL Entry Draft 2021.

#### Säsongen 2021/22: Skada och utlåning till Troja-Ljungby
I premiärmatchen för säsongen 2021/22 gjorde Stjernborg en assist när Växjö förlorade mot Färjestad med 4–3 efter straffar. I samband med en SHL-match i början på oktober 2021 åkte Stjernborg på en underkroppskada. Detta ledde till att han tvingades till operation och blev borta från spel i fyra månader. Efter sin rehabilitering lånades han den 1 februari 2022 ut till Troja-Ljungby i Hockeyallsvenskan. Lånet var dubbelregistrerat, vilket innebar att han kunde gå mellan klubbarna resterande del av säsongen.
I sin debut för Troja den 28 februari 2022 gjorde han ett mål och en assist när laget förlorade mot Västerås IK med 3–2. I sin andra match för klubben gjorde han ytterligare två mål när laget förlorade mot Modo med 7–3. Med sina fyra poäng på dem två inledande matcherna i klubben noterade Stjernborg för den poängbästa starten i Hockeyallsvenskan av en spelare under 19 år.

## Spelstil
Stjernborg är en defensiv forward med goda kunskaper att täcka skott och backchecka.

## Statistik
| 2020/21    | Växjö Lakers | SHL        | 30 | 2 | 2 | 4 | 4 | 10 | 0 | 1 | 1 | 0 |
| 2021/22    | Växjö Lakers | SHL        | 8  | 0 | 1 | 1 | 4 | —  | — | — | — | — |
| SHL totalt | SHL totalt   | SHL totalt | 38 | 2 | 3 | 5 | 8 | 10 | 0 | 1 | 1 | 0 |

Statistiken är hämtad från Elite Prospects.

## Meriter
Växjö Lakers
SM-guld: 2020/21